# Országos Atomenergia Hivatal
Az Országos Atomenergia Hivatal (rövidítve: OAH) Magyarország atomenergia-felügyeletét ellátó önálló szabályzó szerv, korábban kormányhivatal.

## Története
A 104/1990. (XII. 15.) Korm. rendelettel megalakult az Országos Atomenergia Hivatal (OAH).
1994-ben az új atomenergia-törvény által előírt nukleáris biztonsági hatóság jött létre.(?)
Az Országos Atomenergia Hivatal (OAH) főigazgatója 1994-ben  Vajda György lett államtitkári rangban, amit 2000-ig vezetett.
1997. június 1-jén hatályba lépett az atomenergiáról szóló 1996. évi CXVI. törvény. Az 1980. évi atomtörvényt felváltó korszerű, új szabályozás igazodott az atomenergia biztonságos alkalmazására vonatkozó nemzetközi előírásokhoz, figyelembe vette a tudomány legújabb
eredményeit és az akkor lehetséges mértékig összhangban volt az Európai Unió szabályozásával.
Az atomenergiáról szóló törvény végrehajtásaként a Kormány 87/1997. (V. 28.) Korm. rendeletével újraszabályozta az OAB és az OAH feladat- és hatáskörét. Ezek  szerint az OAH a Kormány irányításával működő, önálló feladattal és hatósági jogkörrel rendelkező központi közigazgatási szerv.
Dr. Rónaky Józsefet 1999 szeptemberében nevezték ki az Országos Atomenergia Hivatal főigazgatójának.
2013. június 30-val Rónaky József főigazgató közszolgálati jogviszonya nyugdíjba vonulása miatt megszűnt. A Hivatalt felügyelő miniszter őt 2013. június 3-val mentesítette a munkavégzési kötelezettség alól. Utódja, Fichtinger Gyula 2013–2021 között a paksi atomerőmű bővítésének engedélyezése alatt vezette a hivatalt, míg váratlanul, nyugdíjazása előtt nem távozott.
A negyedik Orbán-kormány alatt 2021-ben elfogadott törvény értelmében az OAH kikerült a kormány közvetlen ellenőrzése álló, a továbbiakban önálló rendeletalkotó szabályozó szervként működik. Elnökét a mindenkori miniszterelnök nevezi ki pályáztatás nélkül kilenc évre, elmozdítása csak különleges esetekben (bűncselekmény miatti jogerős ítélet, tartós munkaképtelenség) lehetséges. A hivatal két helyettesét – szintén kilenc évre – az elnök nevezi ki.
A megváltozott jogállású hivatal első elnökének Orbán Viktor Kádár Andrea Beatrixt, korábbi energiapolitikáért felelős államtitkárt nevezte ki.

## Hatásköre
Az OAH hatásköre kiterjed a nukleáris anyagok és létesítmények – köztük elsősorban a Paksi Atomerőmű – biztonságával, a nukleáris fegyverek elterjedésének megakadályozására létrejött atomsorompó rendszerrel, továbbá a nukleárisbaleset-elhárítással kapcsolatos
államigazgatási és hatósági feladatok, valamint az ezekkel összefüggő tájékoztatási tevékenység összehangolására, illetve ellátására.

## Feladatai
„Az OAH feladata a nukleáris létesítmények, a radioaktív hulladéktárolók, valamint a radioaktív anyagok biztonságával és védettségével kapcsolatos hatósági felügyelet ellátása annak érdekében, hogy az atomenergia hazai alkalmazása kizárólag békés, a társadalom érdekeit szolgáló célokra, a jogszabályokban, biztonsági szabályzatokban és hatósági előírásokban meghatározott módon, biztonságosan történjen. Szintén az OAH hatáskörébe tartoznak a sugárvédelmi hatósági feladatok (pl. röntgengépek felügyelete), valamint a nukleáris létesítmények és a biztonsági övezetükben lévő ingatlanok építésügyi és építésfelügyeleti hatósági feladatai.
Engedélyezési tevékenysége keretében a hatóság megvizsgálja a biztonsági követelmények teljesülését, és felhatalmazza az engedélyest az atomenergia alkalmazásával kapcsolatos tevékenység végzésére.
Az OAH hatósági ellenőrzései során megvizsgálja az általa kiadott engedélyek, valamint a jogszabályok szerinti előírások betartását, a hivatal által elrendelt intézkedések végrehajtását, valamint ellenőrzi, hogy az atomenergiát biztonságosan alkalmazzák-e. A hatóság az engedélyesek működését és a létesítmények biztonsági, védettségi helyzetét rendszeresen elemzi és értékeli, valamint vizsgálja a bekövetkezett eseményeket. Ha rendellenességet észlel, annak megszüntetése érdekében haladéktalanul intézkedik. A nukleáris fegyverek elterjedése elleni küzdelem célja, hogy megelőzze, időben felismerje és elhárítsa a nukleáris anyagok és a kapcsolódó technológiák eltitkolt vagy engedély nélküli használatát, valamint megakadályozza a nukleáris anyagok illegális előállítását. Az ezzel összefüggő legfontosabb hatósági feladatokat az OAH látja el.”

## Elnökei, főigazgatói
- Vajda György (1997. július 16. – 1999)[7]
- Dr. Rónaky József (1999. szeptember 1. – 2013)[8]
- Fichtinger Gyula (2013. június 5. – 2021. április 29.)[9]
- Dr. Hullán Szabolcs (2021. április 29. – 2021. szeptember 29., főigazgató helyettes, ügyvivőként)[3]
- Kádár Andrea Beatrix (2021. szeptember 29. –)[10]